# Антоній Бельський
Антоній Бельський гербу Єліта (пол. Antoni Bielski; близько 1720 — 28 лютого 1789, Пеняки, нині Золочівський район, Львівська область) — польський шляхтич, «пан на Зборові (принаймні від бл. 1766) з навколишніми поселеннями, Ярчівцях з навколишніми поселеннями, Пеняках з навколишніми поселеннями, Залізцях, Доброводах, Великому Ключеві, М'ястківці, половині сіл Уторопи, Шешори, Прокурава, Брустурів, Верхній Вербіж…». 19 листопада 1778 року він отримав титул австрійського графа від імператриці Марії-Терезії. Кавалер ордену Білого Орла (1782), кавалер ордену Святого Станіслава (1781), ловчий надвірний коронний (1750), староста червоногродський, староста рабштинський (1749; Богуслав Бельський у 1742 році отримав королівський дозвіл (пол. konsens) щодо передачі Рабштинського староства Антонію Бельському.

## Родина

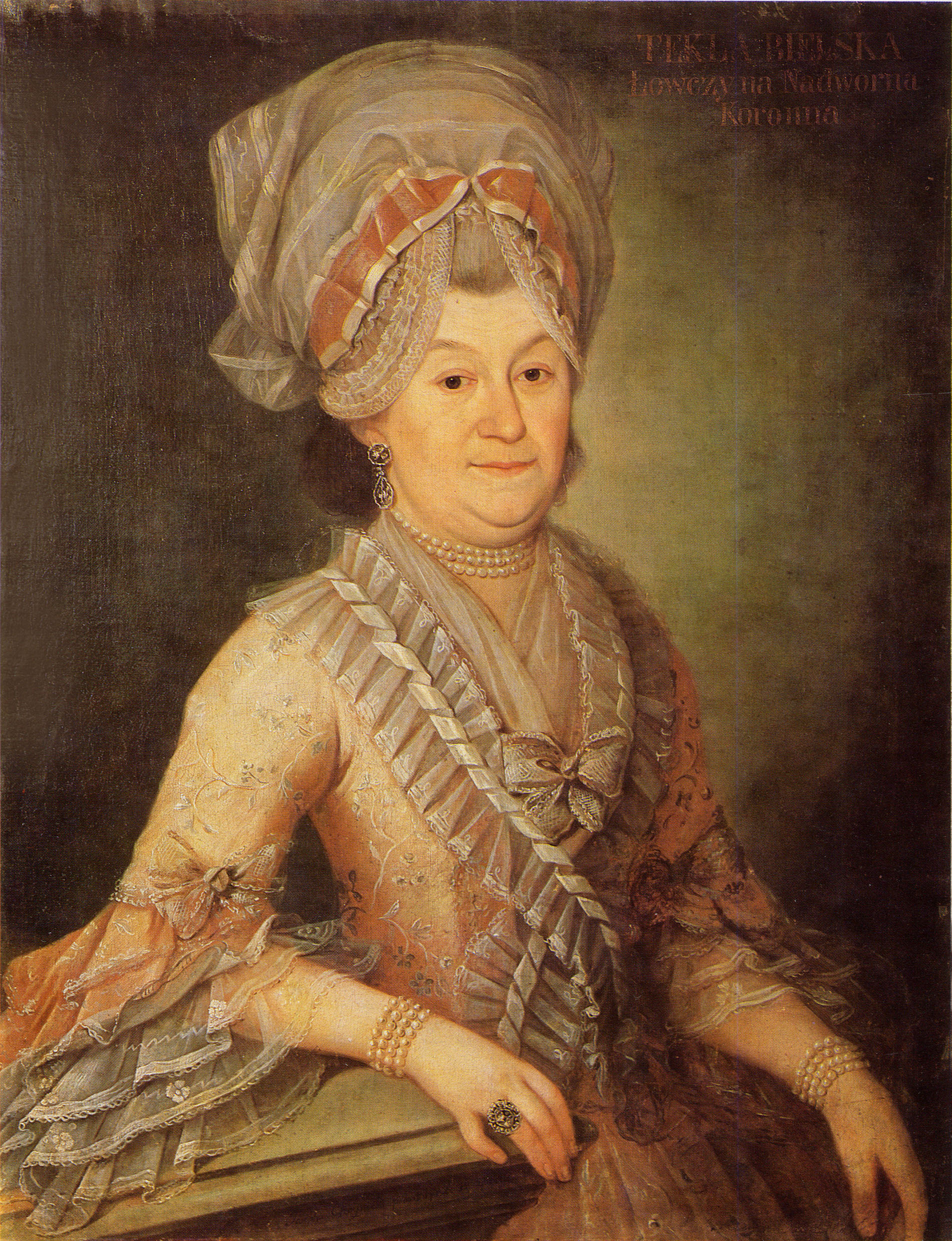
Портрет Теклі Бельської з Калиновських

Його дружиною була Текля з Калиновських, старостина вінницька (у 1736 році її коштом збудований костел святого Антонія та монастир бернардинців в селі Гвіздець), з нею мав сина Богуслава та шість доньок:
- Анеля (1766 — 1832) — дружина колекціонера мистецьких творів, камердинера польського двору Ігнація Мйончинського;
- Марія — дружина графа Францішека Трембінського гербу Рогаля, старости путошинського,
- Ельжбета — дружина львівського хорунжого Ігнація Бельського;
- Юліанна (нар. 1770) — дружина графа Домініка Геракліуша Дідушицького гербу Сас, староста бахтинський (1727 — 1804);
- Францішка Зоф'я (нар. 1770) — дружина підкоморія коронного Ігнація Стемпковського гербу Сухекомнати;
- Текля Лукреція (1758 — 1806) — черниця-сакраментка у Львові.